# John Voss

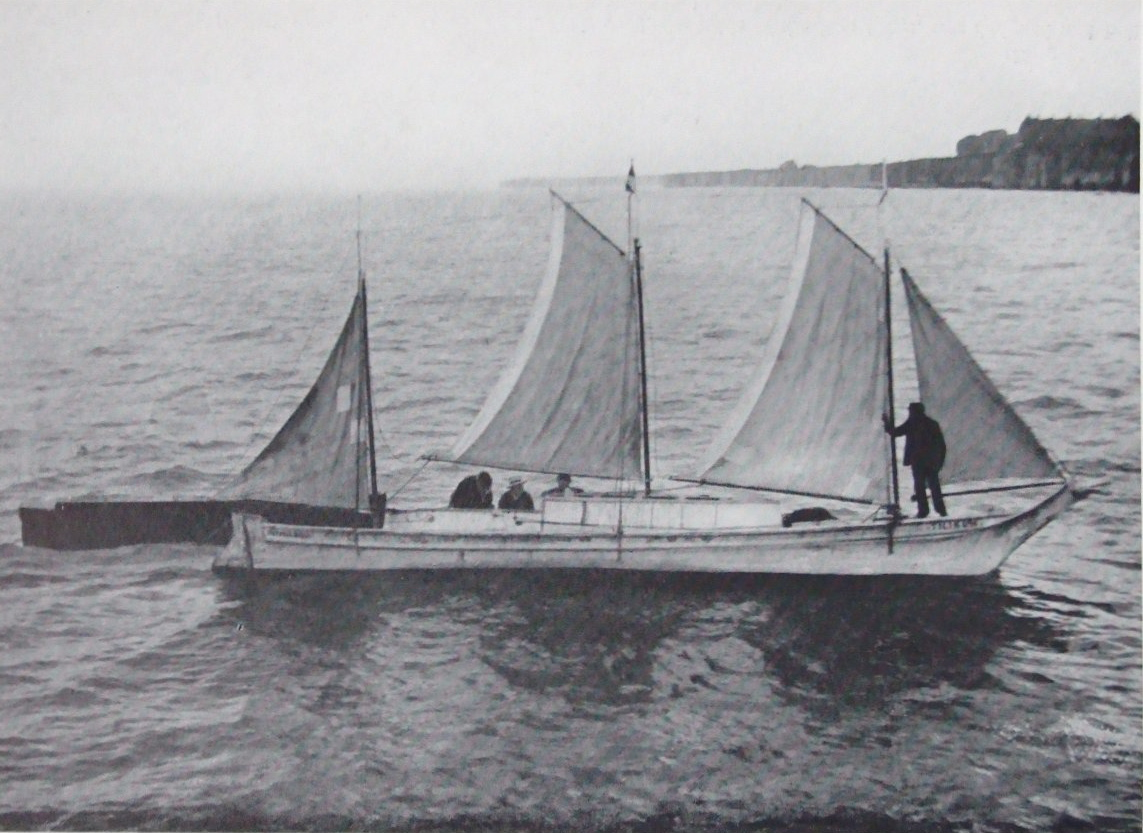
Kapten Voss på Tilikums fördäck

John Clauss Voss, född 1858 i  Moordiek  i Schleswig-Holstein, död 1922 i Victoria, British Columbia  var en tysk-kanadensisk sjökapten, känd för sina långseglingar i små farkoster.

## Biografi
Voss gick till sjöss år 1877, och seglade med stora fartyg där han avancerade från jungman till skeppare, innan han började segla i små farkoster.
Under år 1898 deltog han i en skattsökarexpedition med 10 tons kuttern Xora. Någon skatt hittades aldrig, men erfarenheterna från 7000 sjömil med denna övertygade Voss om att små båtar kunde vara lika sjödugliga som stora fartyg.
Under åren 1901- 1904 företog han en världsomsegling med en före detta indiankanot. Tilikum, som han försett med däck och rigg. Kanoten var gjord ett 50-tal år tidigare av en urholkad trädstam (röd ceder) med dimensionerna 11,6x1,7 meter. 

Voss färder med kanoten Tilikum

Efter detta arbetade Voss som skeppare på sälfångstskutor vid den sibiriska stillahavskusten fram till år 1911 då denna verksamhet temporärt förbjöds.
1912  seglade han en Yawl på knappt åtta meter  Sea Queen ut från Japan med två likasinnade. Det gick inte så bra. Båten kom in i en tyfon, slog runt och knäckte båda masterna. Voss lyckades dock reparera skadorna och återvända under nödrigg. Han kunde därför berätta om sina äventyr i en bok The Venturesome Voyages of Captain Voss, vilken kom ut år 1913.
John Voss genomförde sin världsomsegling med Tilikum något senare än Joshua Slocum med Spray. Till skillnad från denne seglade han inte ensam, utan hävdade att en liten båt behövde ständig vakthållning för att klara sig. Voss bok innehåller omfattande råd om hur man klarar hårt väder i en liten båt.